# Resistance (The Casualties)
Resistance è il nono album del gruppo statunitense hardcore punk The Casualties, pubblicato dalla Season of Mist nel settembre 2012.

## Tracce
1. My Blood, My Life, Always Forward
2. Behind Barbed Wire
3. Resistance
4. Modern Day Slaves
5. Warriors on the Road
6. South East Asian Rebels
7. Morality Police
8. Brick Wall Justice
9. Always Walk Alone
10. Constant Struggle
11. It's Coming Down on You
12. Life On the Line
13. No Hope
14. Corazones Intoxicados
15. Soul of Fire
16. Voice of the Outcast

## Formazione
- Jorge - voce
- Jake - chitarra
- Rick - basso
- Meggers - batteria